# Кръстю Капиданчев
Кръстю Димитров Капиданчев или Капитанов (на английски: Christo Dimitroff Kapidancheff) е български просветен деец от Македония.

## Биография
Капиданчев е роден на 14 ноември 1880 година в костурското село Лобаница, тогава в Османската империя, днес заличено на територията на Гърция. В 1899 година завършва с третия випуск класическия отдел на Солунската българска мъжка гимназия. Членува в новоучреденото Българско тайно революционно братство. След завършването си преподава в Битолската българска гимназия. Емигрира в Америка и завършва право във Вашингтонския университет в Сейнт Луис, Мисури. Установява се в Гранит Сити, където работи като адвокат.